# بوباكار تالاتو
بوباكار تالاتو (بالفرنسية: Boubacar Talatou)‏ (12 مارس 1989 النيجر - ) هو لاعب كرة قدم نيجري، يلعب كلاعب وسط، شارك في كأس الأمم الأفريقية 2012.

## روابط خارجية
- بوباكار تالاتو على موقع قاعدة بيانات كرة القدم.إي يو (الإنجليزية)
- بوباكار تالاتو على موقع ناشيونال فوتبول تيمز (الإنجليزية)
- بوباكار تالاتو على موقع Soccerway.com (الإنجليزية)